# سوپر جام اروپا ۱۹۷۸
فینال سوپر جام اروپا ۱۹۷۸، رقابت پایانی سوپر جام اروپا است که مابین دو تیم باشگاه فوتبال اندرلشت و باشگاه فوتبال لیورپول برگزار شده‌است.
این مسابقه که در تاریخ‌های ۴ دسامبر ۱۹۷۸ و ۱۹ دسامبر ۱۹۷۸ انجام شده‌است در مجموع با نتیجه ۴ بر ۳ به سود باشگاه فوتبال اندرلشت به پایان رسید.